# Општина Димитрије Кантемир (Васлуј)
Димитрије Кантемир (рум. Dimitrie Cantemir) општина је у Румунији у округу Васлуј.
Oпштина се налази на надморској висини од 144 m.